# جيم إدواردز
جيم إدواردز (بالإنجليزية: James Gladstone Edwards)‏ هو سياسي نيوزلندي، ولد في 1927، وتوفي في 5 أبريل 2010. حزبياً، نشط في حزب العمال النيوزيلندي. وقد انتخب عضو مجلس النواب نيوزيلندا.